# Buonasera Raffaella
Buonasera Raffaella è stato un programma televisivo condotto da Raffaella Carrà, andata in onda su Rai 1 per una sola stagione il giovedì alle 20.30, dal 5 dicembre 1985 all'8 marzo 1986 per 15 puntate, delle quali le ultime cinque trasmesse dagli studi della Rai Corporation di New York.

## Il programma
Dopo due anni di grande successo nella fascia di mezzogiorno con Pronto, Raffaella?, la soubrette ritornò in TV con una versione in prima serata del fortunato predecessore. Il programma aveva come ospiti fissi Andy Luotto e Marisa Laurito (che curavano alcune candid camera da New York) a cui era associato il gioco Uomo donna o nessuno in cui due concorrenti in studio dovevano indovinare l'esito finale della candid, riproponendo il salotto, il telefono con il quale Raffaella interagiva con i telespettatori al gioco della Frase matta, e le storie di vita vissuta raccontata direttamente dalla gente comune e dagli ospiti illustri in ogni puntata. 
In collegamento via satellite sia dall'Italia che dall'estero Raffaella svolge il gioco 10 e lode con un gruppo sempre diverso di concorrenti che devono indovinare quali siano le cose da fare durante una situazione tipo fornita da Raffaella (cosa fare durante una festa di compleanno, cosa fare durante un matrimonio e così via). 
Al programma partecipava anche il giornalista Alberto Castagna in qualità di inviato.
Non mancavano i momenti di spettacolo dove la Carrà era attorniata un corpo di ballo formato da 25 elementi (tra i ballerini c'era anche Roberto Cuccarini, fratello maggiore della ben più nota Lorella) con le coreografie di Sergio Japino. La Carrà per questo programma crea il gruppo di baby ballerini-cantanti Cinque Stelle (Mvula Sungani, Marco Bosco, Cristian Scionte, Gianni Marangio e Daniele Maltese) che si esibivano in ogni puntata e con i loro videoclip raccontavano New York.  Molti sono gli ospiti internazionali e i collegamenti via satellite, il tutto in uno studio di circa 1200 metri quadri.
La sigla iniziale del programma era Fidati! (prime dieci puntate), quella finale Bellissimo entrambe di Danilo Vaona, Vanni Boccuzzi e Francesco Boccuzzi. Nelle ultime 5 puntate trasmesse dagli USA, la sigla iniziale era Bacio. Tutti questi brani sono stati inclusi dalla cantante nell'album Fidati!.
All'interno dello show venivano proposti un balletto in quattro puntate ispirato al musical Starlight Express e il cartone animato Lalla nell'isola di Tulla, disegnato da Pierluigi De Mas e ispirato nelle fattezze alla Carrà.
Numerose le interviste con ospiti illustri, sia italiani che internazionali, tra cui Giulio Andreotti, Enzo Biagi, Ornella Vanoni, Marcello Mastroianni, Patty Pravo, Riccardo Cocciante, Virna Lisi, Gino Paoli, Lola Flores, Alberto Sordi, Marcella Bella, Paul Anka, Joe Cocker, Henry Kissinger, Stevie Wonder, Sammy Davis Jr., Ella Fitzgerald, Ginger Rogers e Miriam Makeba.
Il programma era composto da 15 puntate ed andò in onda per le prime 10 dallo studio 5 del CPTV Dear Nomentano a Roma (ora intitolato a Fabrizio Frizzi), mentre le ultime 5 vennero trasmesse, per la prima volta nella storia della TV pubblica italiana, dagli studi della Rai Corporation di New York (in seguito dismessi), e grazie a Rai International, visibili in tutto il nord e sud America.
Gli indici di ascolto furono ottimi tanto da battere ogni settimana il quiz di Mike Bongiorno, Pentathlon, in onda su Canale 5, e di quella interna del programma Aboccaperta, con Gianfranco Funari,  trasmesso su Rai 2, ma numerose ed aspre furono anche le polemiche sugli alti costi della trasferta statunitense, con tanto di interpellanze parlamentari presentate da alcuni esponenti del Partito Radicale, che ipotizzarono il reato di sperpero di denaro pubblico, accuse alle quali seguì la replica stizzita degli autori del programma e della stessa Carrà.

## Cast tecnico
- Regia: Furio Angiolella
- Autori: Ugo Porcelli, Lianella Carell, Sergio Japino, Popi Perani
- Scenografia: Giorgio Aragno
- Costumi: Gabriele Mayer
- Coreografie: Sergio Japino
- Direzione d'orchestra: Danilo Vaona
- Musiche e Arrangiamenti musicali: Danilo Vaona, Vanni Boccuzzi, Francesco Boccuzzi
- Ospiti fissi: Andy Luotto, Marisa Laurito ed il gruppo Cinque Stelle